# Liebherr
Liebherr Group er et tysk produktionskonglomerat etableret i 1949 af Hans Liebherr. Liebherr-koncernens holdingselskab er Liebherr-International AG i Bulle i Schweiz, der ejes af medlemmer af Liebherr familien. Nuværende generation af ejere er Willi og Isolde Liebherr.
Begyndende med produktion af billige tårnkraner, har Liebherr udvidet til flydele og husholdningsapparater som f.eks. køleskabe. Virksomheden er en førende leverandør af flyvemaskinedele til Airbus SAS, og Liebherr producerer også nogle af de største maskiner til minedrift og udgravning i verden, såsom læssemaskiner, gravemaskiner og dumpere i ekstreme størrelser. I årenes løb har familievirksomheden udviklet sig til, hvad der er i dag en gruppe af virksomheder, der beskæftiger en arbejdsstyrke på omkring 35.000 i mere end 130 virksomheder i flere lande.
Liebherr producerer i øjeblikket en af verdens største lastbiler til minedrift – Liebherr T 282b. Man har også introduceret en ny ni-akslet model LTM 11.200-9,1, der har modtaget den prestigefyldte pris Development of the Year i 2007, for at være verdens mest kraftfulde mobilkran, med en 100 meter teleskoparm.